# Alexander Segger George
Alexander Segger George (né le 4 avril 1939) est un botaniste d'Australie occidentale. Ses travaux sur les Proteaceae, en particulier les genres Banksia et Dryandra, font autorité.

## Biographie
Né à East Fremantle (Australie occidentale) le 4 avril 1939, il intègre l'Herbier d'Australie occidentale à Perth  comme assistant de laboratoire à l'âge de vingt ans. En 1963, il obtient le diplôme de Bachelor of Arts à l'Université d'Australie-Occidentale et l'année suivante ajoute une spécialisation (major) en botanique. Poursuivant comme botaniste à l'herbier d'Australie occidentale, en 1968 il est détaché comme Australian Botanical Liaison Officer aux jardins botaniques royaux de Kew à Londres.
George se spécialise d'abord dans les orchidées, mais son intérêt se porte progressivement vers les genres Banksia et Dryandra de la famille des Proteaceae. Il contribue à la rédaction de l'ouvrage de Celia Rosser en trois volumes, The Banksias, publié entre 1981 et 2001, qui contient des peintures de Rosser sur chaque espèce de  Banksia. En 1981, il publie sa monographie monumentale, The Genus Banksia L.f. (Proteaceae), premier traitement systématique de la taxonomie des Banksia depuis la  Flora Australiensis de George Bentham parue dans les années 1870. Trois ans plus tard, il publie le populaire The Banksia Book, et l'année suivante An Introduction to the Proteaceae of Western Australia. En 1999, sa taxonomie des genres Banksia et Dryandra est publiée dans le cadre de la série de monographies Flora of Australia.
De 1981 à 1993, George habite à Canberra où il travaille comme rédacteur en chef pour la série Flora of Australia. Il réside actuellement de nouveau à Perth où il travaille comme consultant botanique et éditorial. Il est également associé de recherche honoraire à l'Herbier d'Australie occidentale et professeur associé adjoint à l'École des Sciences biologiques de l'université Murdoch.
George s'intéresse aussi à l'histoire et particulièrement aux biographies historiques de naturalistes d'Australie occidentale. Il a publié de nombreux articles dans le domaine de l'histoire, dont une histoire de la Société royale d'Australie occidentale et un hommage au naturaliste et historien Rica Erickson. En 1999, il a publié un livre sur les collections naturalistes de William Dampier en Australie occidentale intitulé William Dampier in New Holland : Australia's First Natural Historian.

## Publications
La liste suivante des livres et articles publiés ou coécrits par Alex George est incomplète. Elle n'inclut pas les nombreux volumes de la Flora of Australia dont il est rédacteur en chef.
- Orchids of Western Australia (1969)
- A New Eucalypt from Western Australia (1970)
- A List of the Orchidaceae of Western Australia (1971)
- Flowers and Plants of Western Australia (1973)
- The Genus Banksia (1981)
- The Banksias (1981-2002, avec Celia Rosser
- The Banksia Book (1984)
- An Introduction to the Proteaceae of Western Australia (1985)
- Notes on Banksia L.f. (Proteaceae) (1996)
- Wildflowers of Southern Western Australia (1996, avec Margaret G. Corrick et Bruce A. Fuhrer)
- Banksia in Flora of Australia: Volume 17B: Proteaceae 3: Hakea to Dryandra (1999)
- Dryandra in Flora of Australia: Volume 17B: Proteaceae 3: Hakea to Dryandra (1999)
- William Dampier in New Holland: Australia's First Natural Historian
- The Long Dry: Bush Colours of Summer and Autumn in South-Western Australia

## Sources
- (en) Norman Hall, Botanists of the Eucalypts, CSIRO, Melbourne, 1978 (ISBN 0-643-00271-5)
- (en) Rosser, Celia E. et Alex S. George, The Banksias (3 volumes), Londres, Academic Press en association avec l'université Monash, 1981-2001, « Alex George »